# Southern Winds
Southern Winds war eine argentinische Fluggesellschaft. In den 1990er und zu Beginn der 2000er Jahre war sie nach Aerolíneas Argentinas die zweitgrößte Fluggesellschaft des Landes.
Obwohl die Fluggesellschaft durch die Wirtschaftskrise Argentiniens um die Jahrtausendwende stark angeschlagen war, bot sie ab 2003 als zweite argentinische Fluggesellschaft Interkontinentalflüge nach Spanien an.
In die Schlagzeilen geriet sie 2005 vor allem durch einen Drogenskandal, der zur Schließung der Firma geführt hat.

## Geschichte

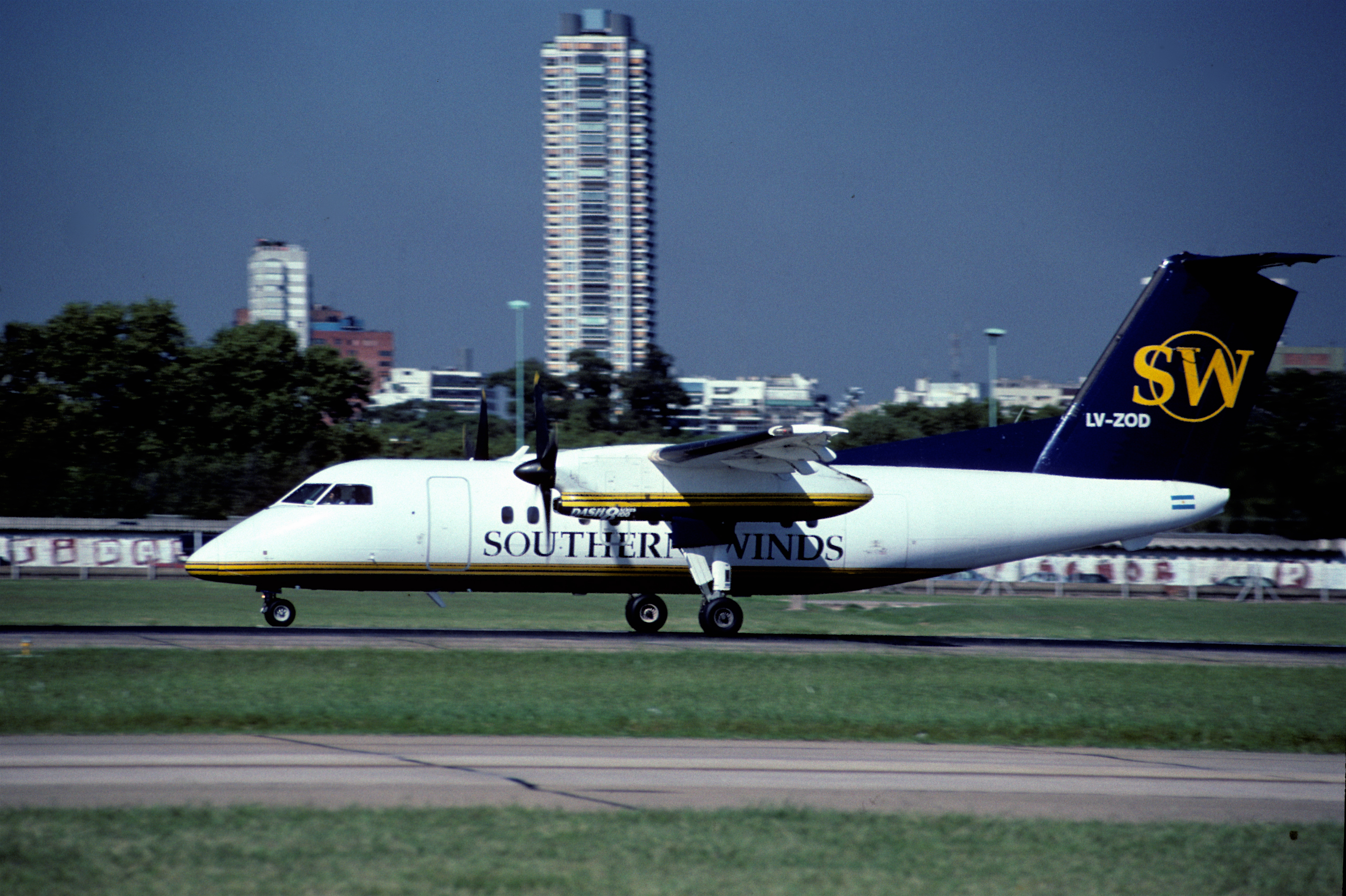
De Havilland DHC-8-102, Aeroparque Jorge Newbery 2001

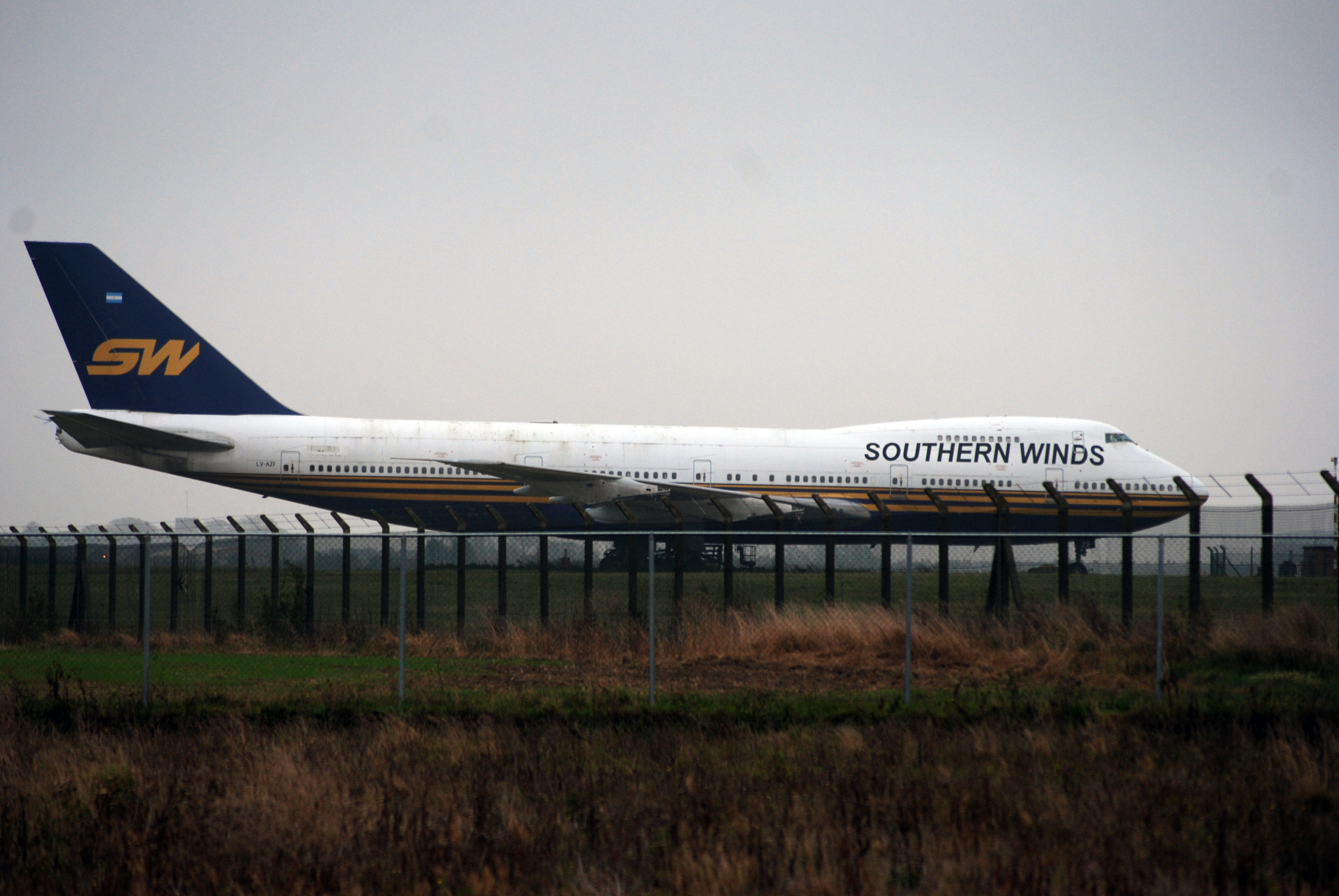
Southern Winds Boeing 747-200, Flughafen Manston 2007

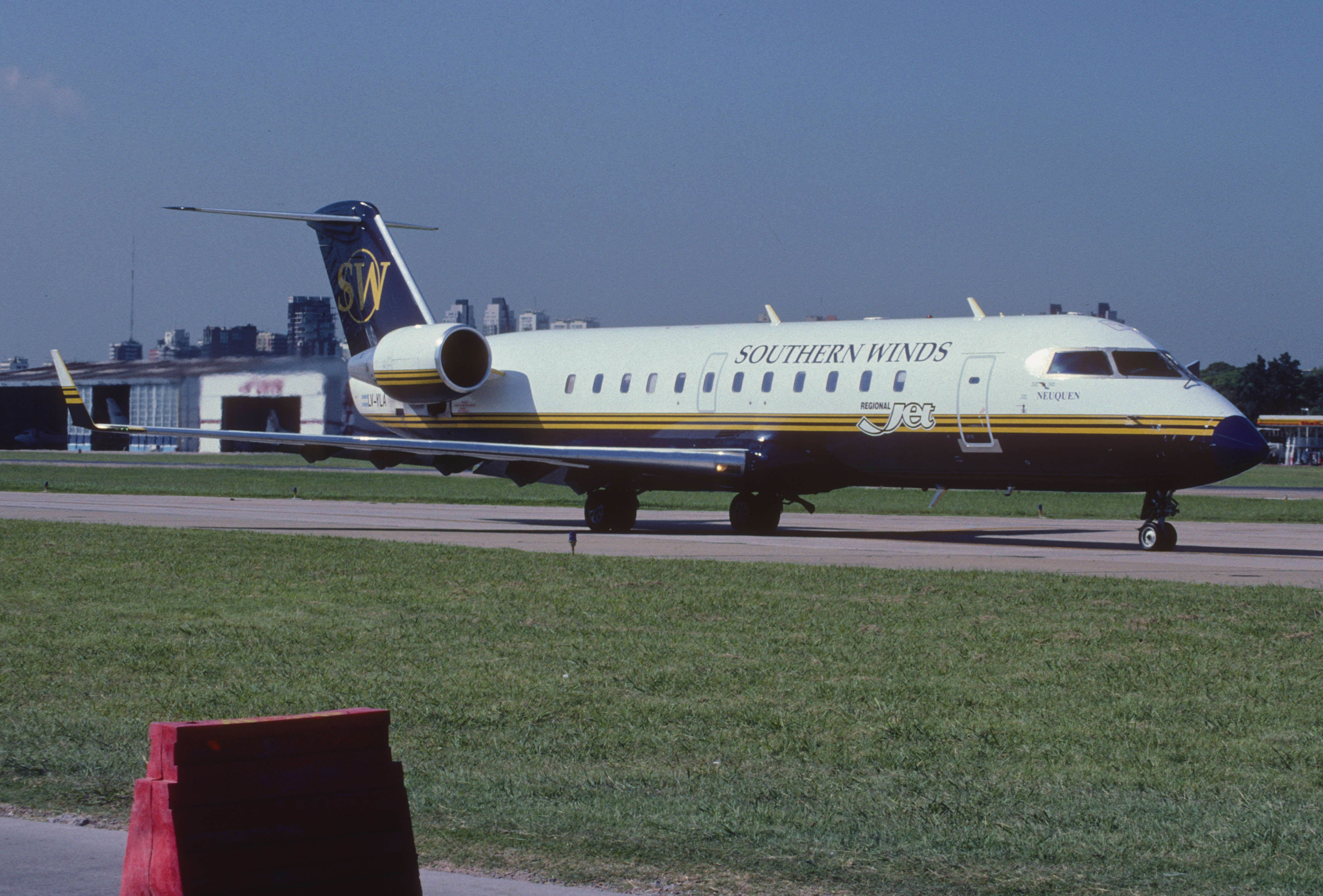
Southern Winds Canadair RJ 100, Aeroparque Jorge Newbery 2001

Southern Winds war zunächst eine rein national tätige Fluggesellschaft. Der internationale Flugbetrieb wurde 2001 von der argentinischen Regierung genehmigt.
Obwohl das Unternehmen als Passagierfluggesellschaft gegründet worden war, begann es im Jahr 2000 mit dem Frachttransport unter dem Markennamen SW Cargo. Im Jahr 2003 wurde eine Allianz zwischen Southern Winds und der staatlichen argentinischen Fluggesellschaft Líneas Aéreas Federales (LAFSA) geschlossen, welche die Nutzung der Fluginfrastruktur von Southern Winds durch LAFSA vorsah.

### Drogenskandal
Im September 2004 wurden zwei Gepäckstücke mit 60 kg Kokain auf einem Southern Winds Flug von Buenos Aires nach Madrid gefunden. Die Ermittlungen der argentinischen Behörden führten im Februar 2005 zur Verhaftung mehrerer Mitarbeiter der Fluggesellschaft, denen vorgeworfen wurde, ein ausgeklügeltes Drogenschmuggel-System zu betreiben. Auch der Southern Winds Gründer Juan Maggio wurde von den Behörden verhört, jedoch aus Mangel an Beweisen einer Verwicklung in den Skandal zunächst auf freien Fuß gesetzt. Der Prozess führte zu einer dramatischen Verschlechterung der Situation der Fluggesellschaft, die nur noch wenige Ziele in Argentinien anflog und ihre Flüge nach Europa und in die USA einstellte.
Ende 2005 stellte Southern Winds den Flugbetrieb ein, als das einzige verbliebene Flugzeug wegen eines Defektes repariert werden musste. Danach war sie vor allem durch die Proteste der Angestellten in den Schlagzeilen.

## Flotte
Southern Winds betrieb folgende Flugzeugtypen:
| Flugzeugtyp                | Anzahl | Eingeführt | Außerdienststellung | Anmerkungen                                                |
| -------------------------- | ------ | ---------- | ------------------- | ---------------------------------------------------------- |
| Beechcraft 300 Super King  | 1      | 1996       | 2005                |                                                            |
| Boeing 737-200             | 9      | 2002       | 2005                |                                                            |
| Boeing 747-200B            | 1      | 2004       | 2005                |                                                            |
| Boeing 767-300ER           | 3      | 2002       | 2005                | Geleast von Air Atlanta Icelandic und EuroAtlantic Airways |
| Bombardier CRJ-100         | 6      | 1996       | 2003                |                                                            |
| Bombardier CRJ-200         | 3      | 1996       | 2003                |                                                            |
| De Havilland Canada Dash 8 | 6      | 1998       | 2003                |                                                            |